# Pik Wojennych Topografow
Der Pik Wojennych Topografow ist ein Berg im chinesischen Teil des Tian Shan unweit der Grenze zu Kirgisistan. Bis zum Grenzabkommen zwischen Kirgistan und China 1999 lag er direkt auf der Grenze zwischen den beiden Staaten.
Der 6873 m hohe Berg liegt in der Meridionalkette. Der Dschengisch Tschokusu (Pik Pobeda) erhebt sich 10 km weiter westlich. Dazwischen liegt der 5488 m hohe Tschong-Terek-Pass. Der Südliche Engiltschek-Gletscher hat sein oberes Ende an der Nordflanke des Pik Wojennych Topografow. An der Südflanke befindet sich das Nährgebiet des Östlichen Tschong-Terek-Gletschers.
Der Name des Berges kommt aus dem Russischen und bedeutet „Gipfel der Militär-Topografen“ (russisch Пик Военных Топографов).

## Besteigungsgeschichte
Der Hauptgipfel wurde im Jahr 1965 erstbestiegen, der 6816 m hohe Westgipfel bereits 1958.